# Vossenplein
Het Vossenplein (Frans: Place du Jeu de Balle) is een plein in de Brusselse Marollenwijk. Het plein is een van de bekendste pleinen van Brussel dankzij de dagelijkse rommelmarkt (officiële naam: markt van de tweedehandszaken) waar Kuifje in het begin van het album Het geheim van de Eenhoorn een scheepsmodel koopt.

## Geschiedenis
Op de plaats van het huidige Vossenplein lagen vroeger verschillende oude straatjes en gangen. Vanaf 1835 was hier ook een grote machine- en locomotievenfabriek gelegen, de Société du Renard. In 1852 kwamen kapucijnen zich terug vestigen in de wijk en begonnen er in 1854 met de bouw van de Onze-Lieve-Vrouw Onbevlekt-Ontvangenkerk (waar prins Laurent zijn huwelijk met Claire Coombs vierde met een dankmis).
In 1854 werd gestart met de aanleg van het Vossenplein toen een gedeelte van de Marollenwijk werd gesaneerd voor de aanleg van de Blaesstraat. Het plein was bedoeld voor recreatie en werd in het begin gebruikt als kaatsspelbaan (vandaar de Franse benaming Place du Jeu de Balle). De Nederlandse naam is dan weer een herinnering aan de naam van de oude locomotieffabriek op deze plaats, "La Société du Renard" ofte "Het vossenbedrijf". In 1859-60 werd aan de overzijde van de kapucijnenkerk de  brandweerkazerne van Brussel gebouwd naar plannen van architect Joseph Poelaert. In 1863 kreeg het plein zijn definitieve vorm na het slopen van het laatste huizenblok alsmede het voltooien van de bouw van deze kazerne, die dienst deed tot 1982.
In 1873 werd de dagelijkse rommelmarkt (meestal voddenmarkt of vlooienmarkt genoemd) verhuisd van het Anneessensplein naar het Vossenplein. In 1902 werd er in het midden van het plein een openbare douchegelegenheid gebouwd die in dienst bleef tot ze in 1949 werd vervangen door het badcomplex aan de Reebokstraat.
Onder het plein ligt een met banken, lavabo’s, wc’s en urinoirs uitgeruste gewelfde schuilkelder van zo'n 300 m² die op een plan uit 1941-42 staat aangeduid als abri anti-aérien.